# Friedrich Martersteig
Friedrich Wilhelm Martersteig, född den 11 mars 1814 i Weimar, död där den 6 september 1899, var en tysk historiemålare.
Martersteig studerade dels i sin födelsestad, dels i Düsseldorf, men i synnerhet i Paris under Delaroche. Han började som genremålare, men övergick sedan till historiefacket och sysselsatte sig huvudsakligen med ämnen ur trettioåriga kriget och reformationen. Han lyckades bäst i kartonger, mindre i oljefärgstavlor. Martersteigs främsta verk är Överlämnandet av Augsburgska bekännelsen. Dessutom målade han Luthers intåg i Worms (1860) och Ulrich von Huttens skaldekröning (1861) samt utförde kartongbilder ur Savonarolas och Theodor Körners liv (1870).